# Florenc (stanice metra)
Florenc (zkratky FR-C a FR-B; do února 1990 Sokolovská) je přestupní stanice metra v Praze, nacházející se pod stejnojmennou křižovatkou. Jde o významnou přestupní stanici, kříží se zde linky metra B a C; každá z nich má vlastní nástupiště. Stanice byla otevřena v roce 1974 pro linku C a v roce 1985 pro linku B.

## Charakteristika stanice na lince B

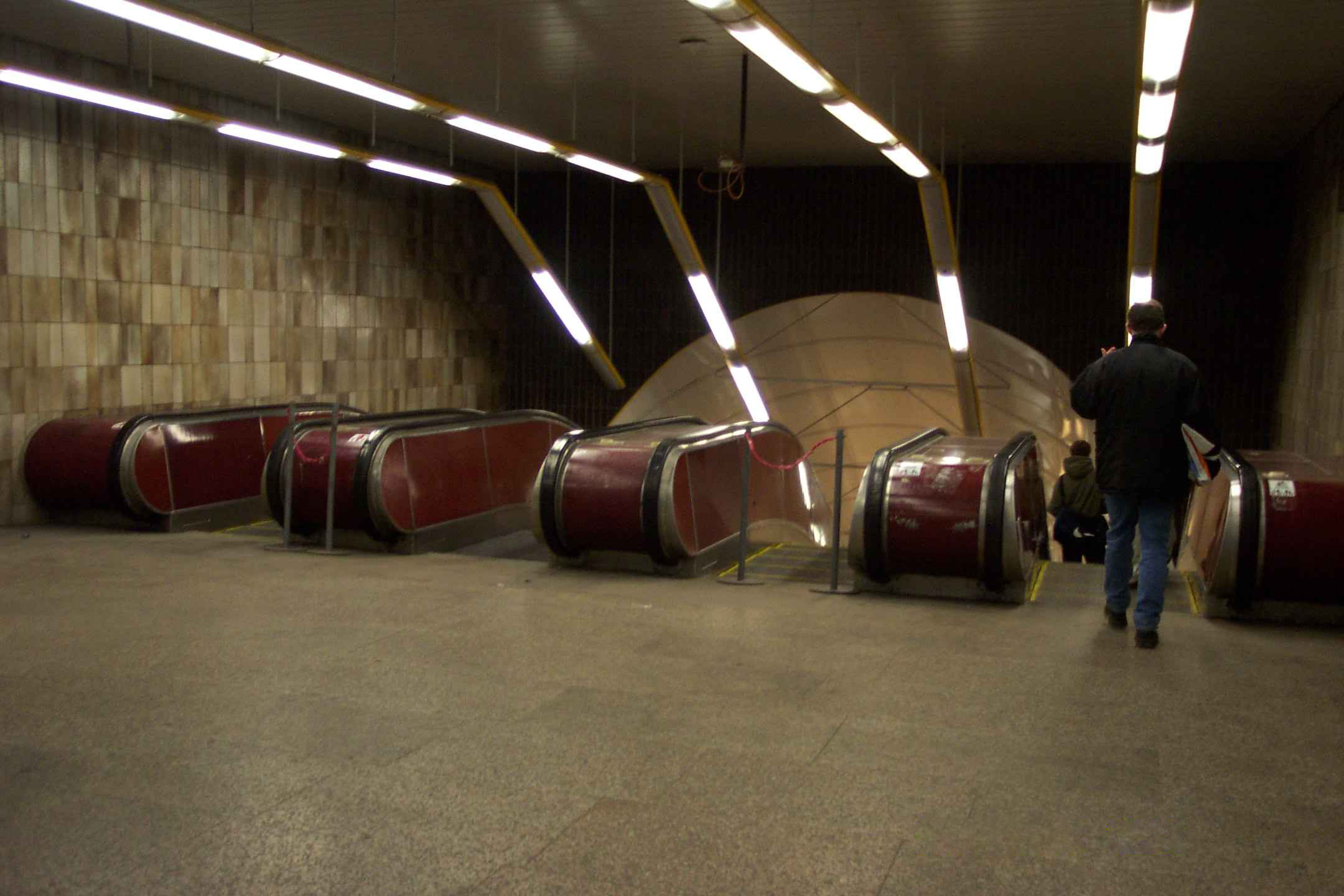
Eskalátorový přestupní tunel mezi linkami B a C

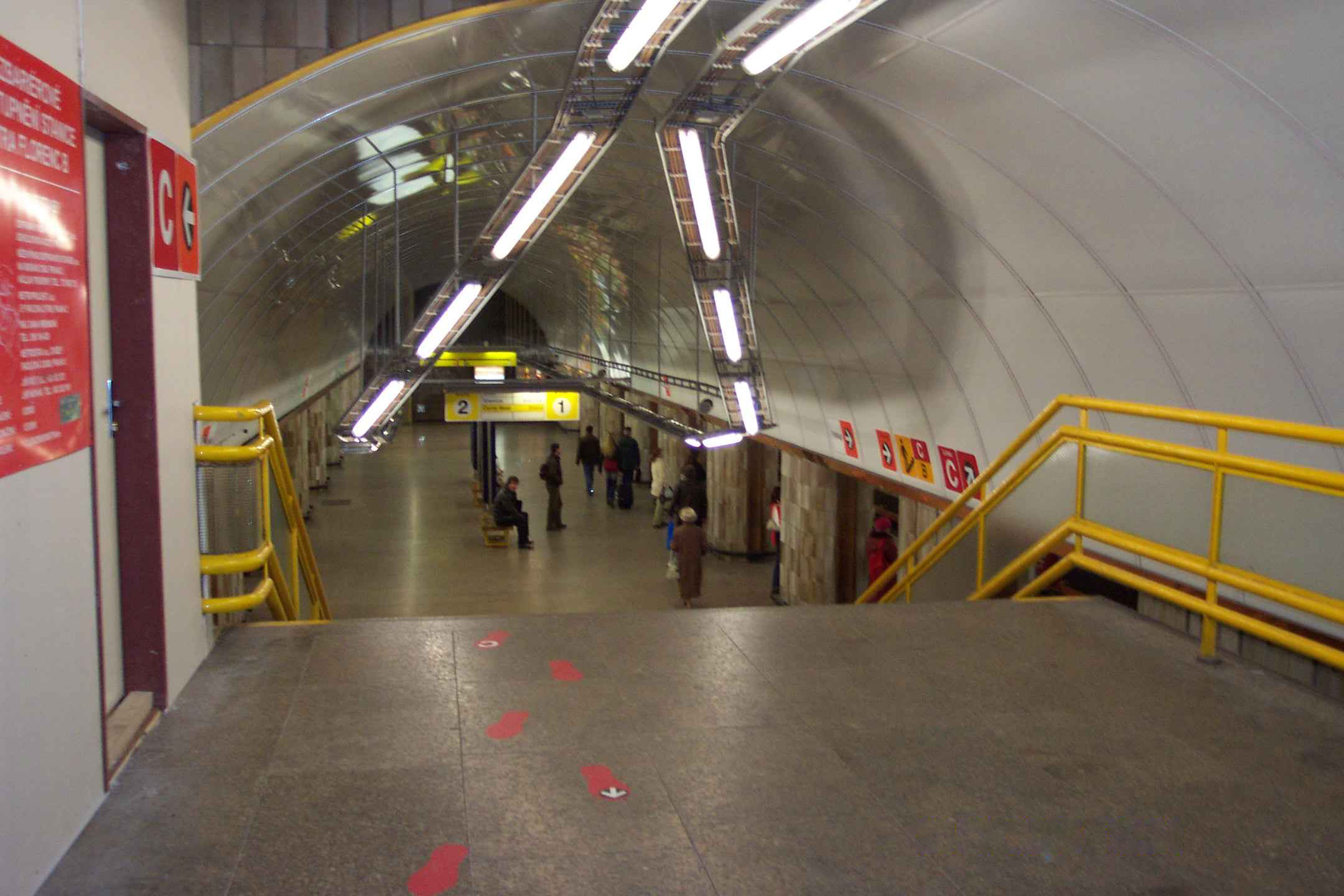
Střední loď ve stanici na lince B (západní cíp lodi)

Na lince B je stanice trojlodní, se zvýšenou střední lodí, sloupová. Má 23 párů prostupů. Toto nástupiště je založeno 39 metrů pod zemí, dostatečně hluboko pod nástupištěm pro linku C. Do roku 1990 plnila funkci konečné stanice. Budována byla v letech 1977–1985 vynaloženy byly náklady ve výši 560 milionů Kčs.
Obklad prostoru nástupiště tvoří keramické dlaždice v různých odstínech hnědé a béžové a desky Ekrona.
Výstup z nástupiště vede jeden přímý a jeden na nástupiště linky C (přestupní). Ten je vyveden v ose stanice z východního cípu střední lodi dvěma na sebe navazujícími lomenými eskalátorovými tunely. Přestup pak vychází ze středu nástupiště stanice (kolmo k její ose, přes pravou kolej). Na nástupiště linky C se napojuje pomocí přestupní chodby s čtyřramenným hlubinným eskalátorem.
Florenc B je konstruována tak, aby v případě potřeby bylo možné ze západního konce střední lodi stanice dobudovat další výstup, který by vedl do ulice Na Poříčí. Zatímco plánovaný výstup nakonec nevznikl, byly v roce 2006 dobudovány dva výtahy, které zpřístupňují stanici osobám se sníženou pohyblivostí. První výtah je umístěn přímo na můstku, který spojuje nástupiště stanice s přestupní chodbou, druhý pak vychází z přestupní chodby vlastní chodbou; jeho horní stanice je umístěna na křižovatce ulic Na Florenci a Na Poříčí.
Ventilační výdech z linky B ústí na parkoviště autobusů vedle estakády Wilsonova.

### Povodeň v roce 2002

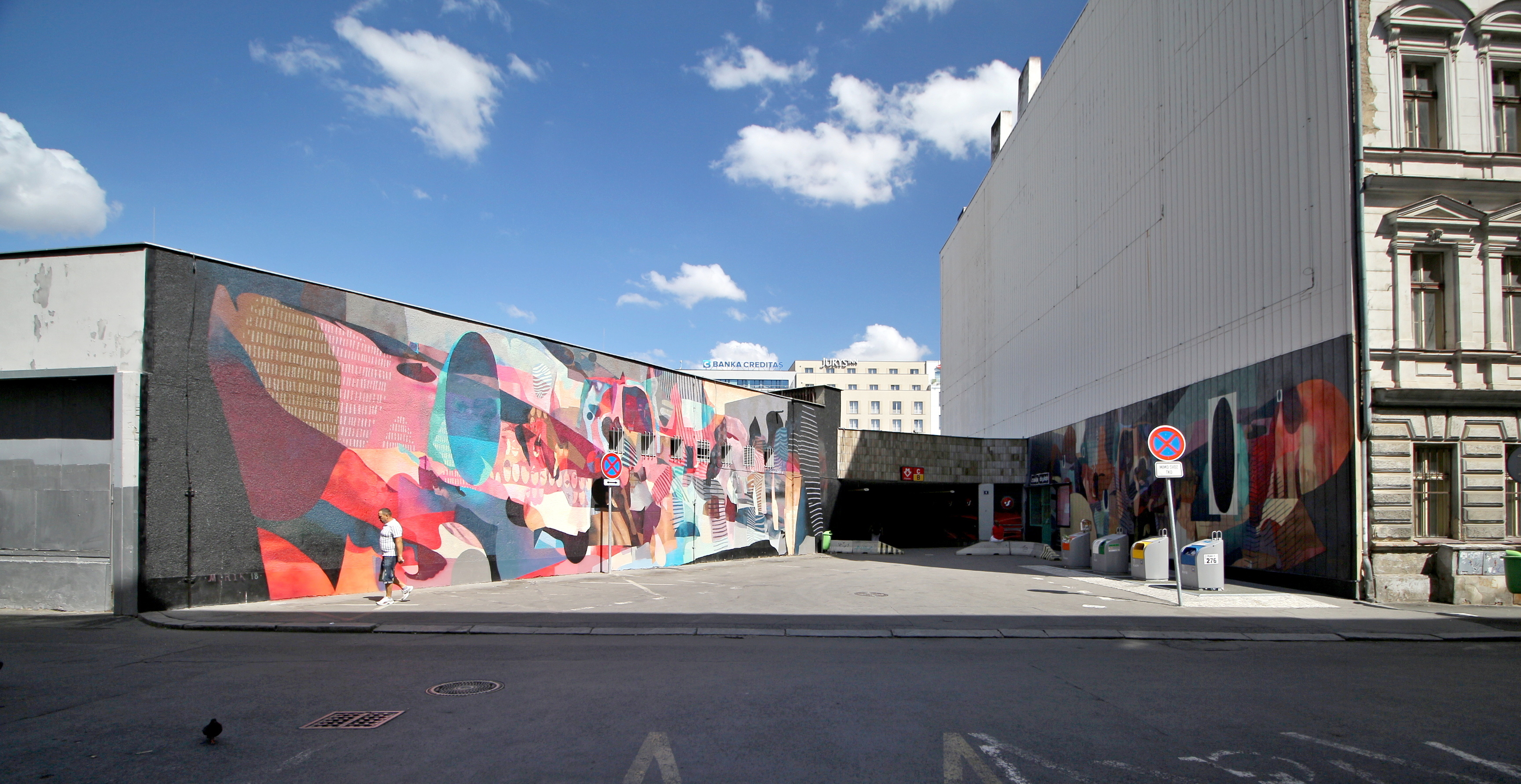
Vstup do stanice z ulice Za Poříčskou bránou

Stanice byla také roku 2002 vyplavena povodní na Vltavě, těsně před zatopením sem byly odstaveny dvě soupravy typu 81-71, které nešlo již stáhnout do Depa Zličín, nebo odvézt do výše položených částí linky (tj. úsek IV. B vedoucí pod Vysočany). Po vytažení byly soupravy později rekonstruovány v plzeňské Škodovce na typ 81-71M. Původně i zde byly umístěny sdružené válcové nosiče osvětlení, charakteristické pro celou linku B, avšak ty nakonec po vyplavení stanice a následné rekonstrukci na přelomu let 2002 a 2003 zmizely. Podhledy v prostorech mezi loděmi jsou od této doby měděné, původně zde byly stejně jako na celém úseku I. B z kovových mříží.

## Charakteristika stanice na lince C

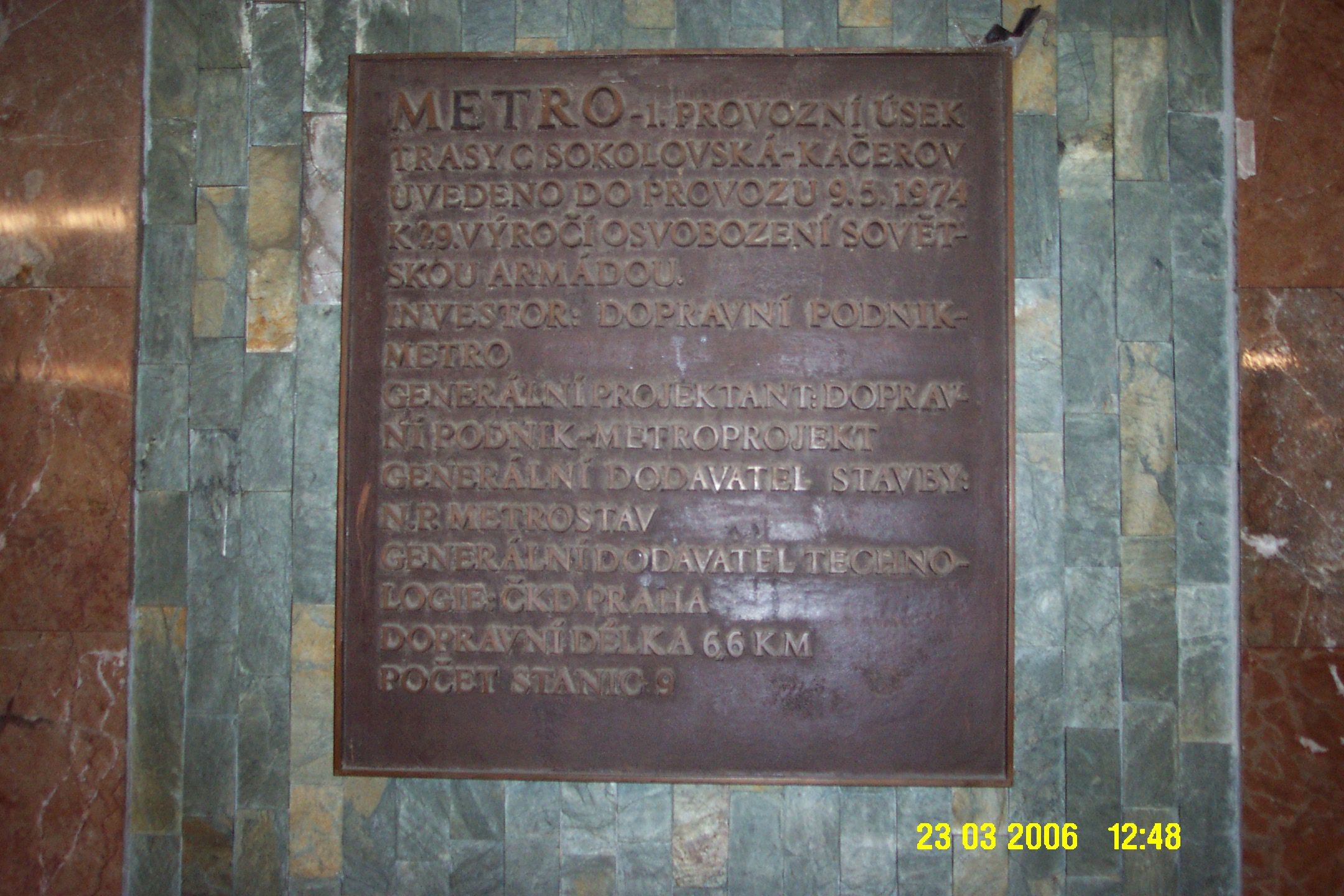
Pamětní deska k otevření úseku I.C v roce 1974

Na této trase je stanice hloubená, bezpilířová se stropem z prefabrikovaných nosníků, nad ním se nachází rozlehlý vestibul s pasáží, spojující oba výstupy.
Nástupiště je obloženo deskami z mramoru a liberecké žuly. Z jeho prostředku vedou eskalátory dolů, pod úroveň stanice, a napojují se tam na zmíněnou přestupní chodbu na linku B. Nachází se v hloubce 9,35 m pod povrchem.
Ze stanice vycházejí dva přímé výstupy; jižní, který vede po pevném schodišti k autobusovému nádraží Florenc a severní, po tříramenném krátkém eskalátoru, který má společný povrchový vestibul s přímým výstupem z linky B (ten byl dobudován až roku 1985). Obklad stanice v prostoru přestupní chodby tvoří břidlicové destičky a červený železnobrodský fylit.
Na výstavbu stanice mezi lety 1969–1974 bylo vynaloženo 210 milionů Kčs. Florenc C plnila do roku 1984 funkci konečné stanice, než byl otevřen úsek III.C na Nádraží Holešovice. Před zahájením výstavby bylo nutné přeložit zrušenou část autobusového nádraží, díky čemuž vznikla nová dolní část. Stanice byla zakládaná v podzemních stěnách (10 570 m²), na něž byl uložen prefabrikovaný strop. Pod ním se těžila hornina (130 100 m³) a postupně budovaly mezistropy z ocelových nosníků betonové desky. Uloženo bylo 29 400 m³ betonu. Ve stanici se také otočil razicí štít Pavel, který se po proražení tunelu ve směru Háje vrátil k Nádraží tunelem ve směru Letňany. Na závěr byl vybudován budoucí přestup na trasu B pod nástupištěm. Na dokončovací práce zbývala poměrně krátká doba, ale přesto se povedlo stanici otevřít spolu s celým úsekem trasy C.
Na rozdíl od ostatních stanic se zde vlaky obracely před stanicí, nikoliv za ní. Do roku 1978 neexistovaly severním směrem od stanice Florenc C odstavné koleje (ty byly dobudovány až jako stavba I.C7), jedinou možností obracení vlaků tedy bylo použít kolejový přejezd, který se nachází právě před nástupištěm stanice. V jako jednom z mála míst v síti pražského metra zde má kolejiště štěrkové lože.

## Vestibuly

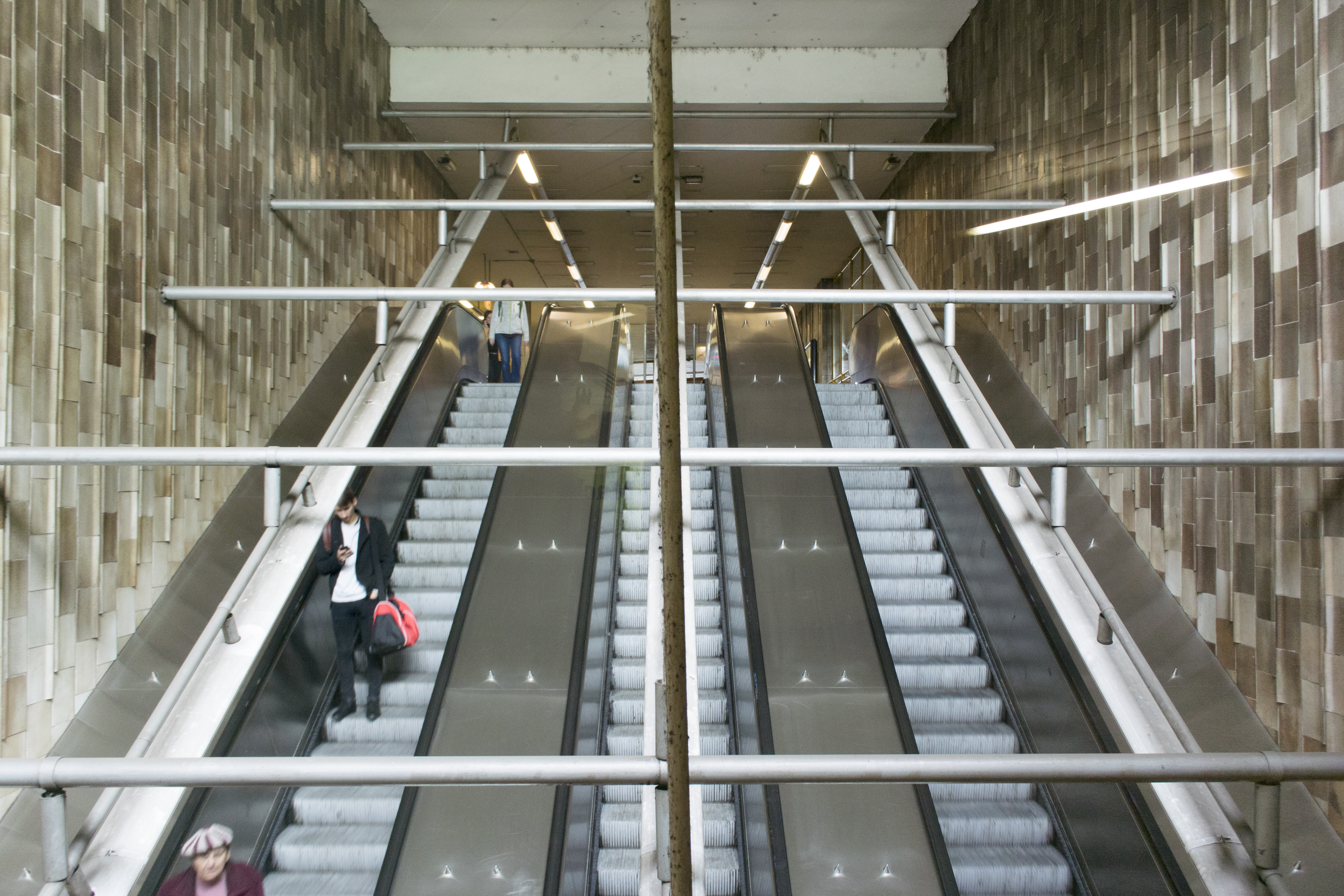
Vstup do stanice na lince C od povrchu na nástupiště

Stanice má, jak již bylo zmíněno, dva vestibuly.
- Severní, který je povrchový, pětipodlažní (čtyři patra jsou podzemní) a společný pro linku B i C. Zabírá část zástavby Karlína; kvůli jeho výstavbě na začátku 80. let 20. století muselo být vybouráno několik domů. Jeho součástí je také supermarket; umístěn je nedaleko blízké tramvajové zastávky. Na počátku 21. století byl vstup mírně upraven tak, aby bylo v případě hrozící povodně možné jej obehnat protipovoďnovou mobilní stěnou.
- Jižní, je podpovrchový, a navazuje na pasáž, která oba vestibuly spojuje. Výstupy z něj vedou k autobusovému nádraží a do karlínských ulic.

## Traťová spojka

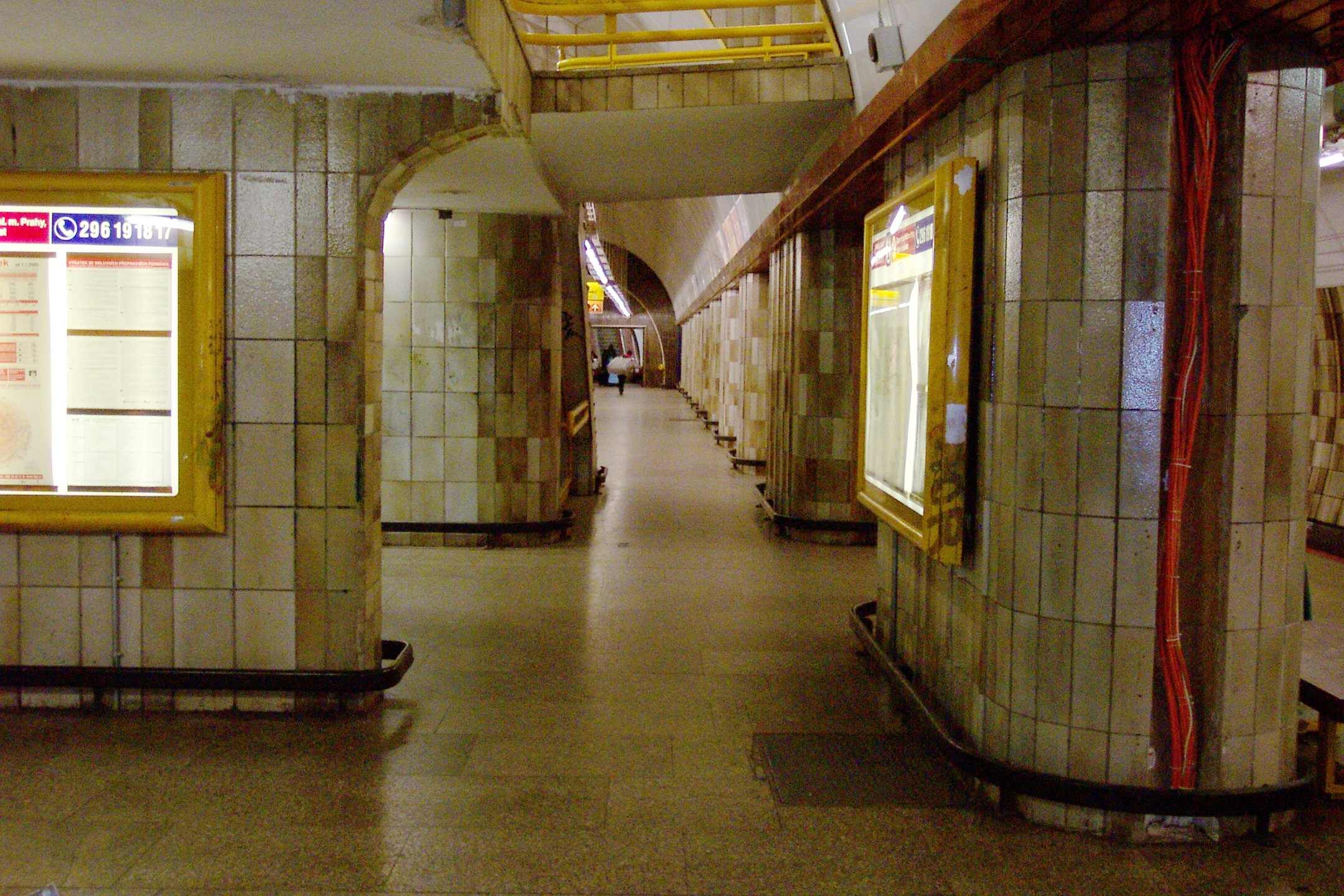
Střední loď stanice, linka B

Tratě B a C jsou v této stanici spojeny jednokolejnou traťovou spojkou. Tato spojka ústí na obou tratích za stanicí a je napojena na traťové koleje. Zajímavostí této spojky je, že jede-li vlak z depa na trase C do depa na trase B a naopak, jede bez nutnosti změny směru jízdy a stanoviště – na trati B ústí spojka před stanicí ve směru na Zličín, na trati C ve směru na Háje. (Soupravy tedy vjíždí do tunelu spojky po průjezdu stanicí směrem na Černý Most, respektive Letňany). Nad spojkou se v současnosti nachází budova hotelu Hilton.

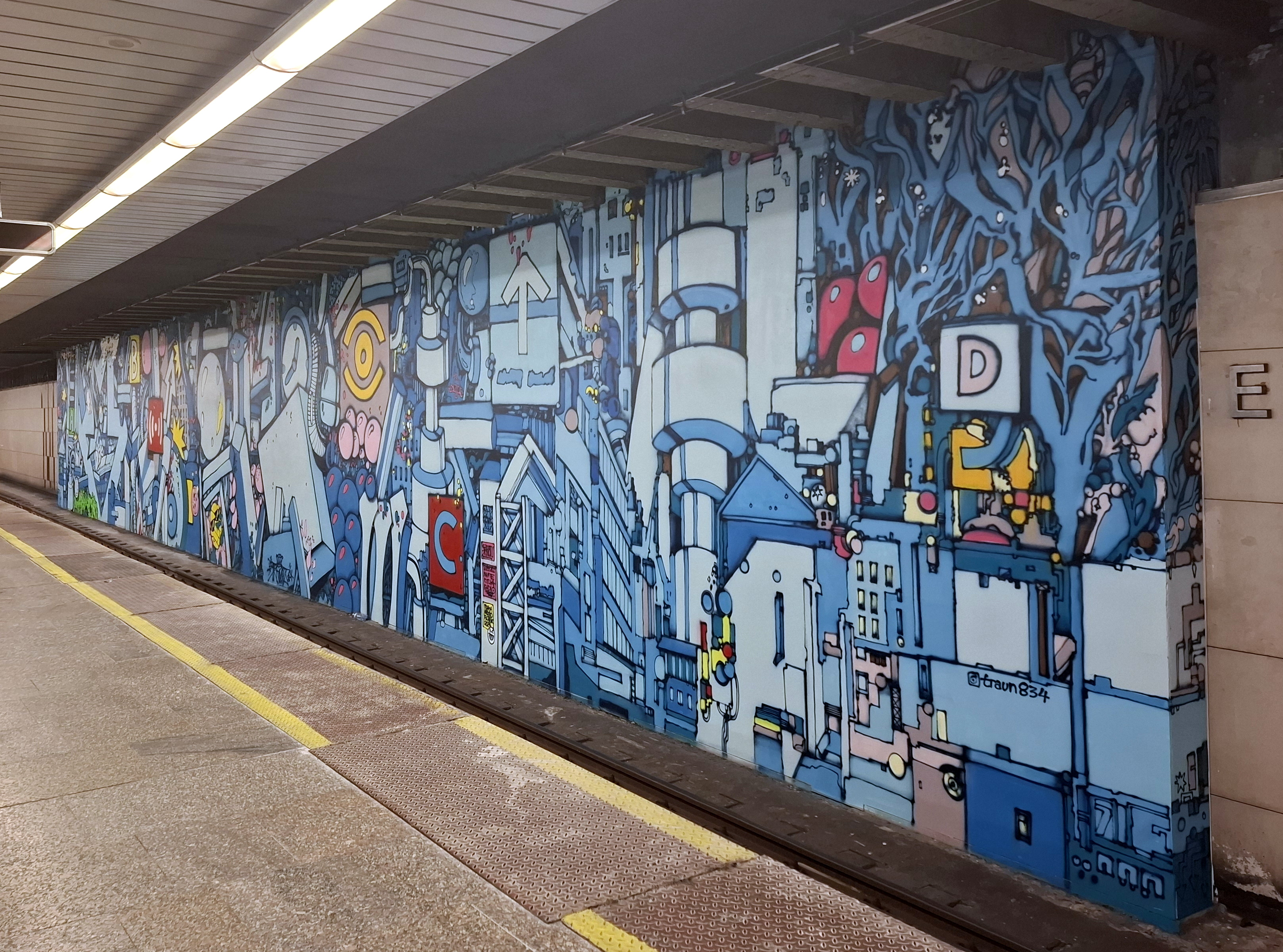
Malby ve stanici zakrývající dočasné nosníky

Do roku 1990 sloužila dolní část této spojky pro obracení vlaků linky B, které na Florenci končily. Zajímavostí je, že zprovoznění nového úseku II.B na Českomoravskou se konalo v den přejmenování stanic. Soupravy tak vlastně nikdy nekončily na této stanici s názvem Florenc, ale jen za jména stanice Sokolovská. Spojka byla hlavně využívána pro odtažení vlaků z linky B do depa Kačerov na lince C, protože vlastní depo získala linka B až s otevřením depa Zličín v roce 1994. Kromě traťové spojky je ze spodní stanice Florenc B ještě vyražena štola směrem ke stanici Vltavská; ústí na traťovém tunelu na lince C mezi Vltavskou a Florencí.